# Melanargia lachesis
Melanargia lachesis é uma espécie de insetos lepidópteros, mais especificamente de borboletas pertencente à família Nymphalidae.
A autoridade científica da espécie é Hübner, tendo sido descrita no ano de 1790.
Trata-se de uma espécie presente no território português.

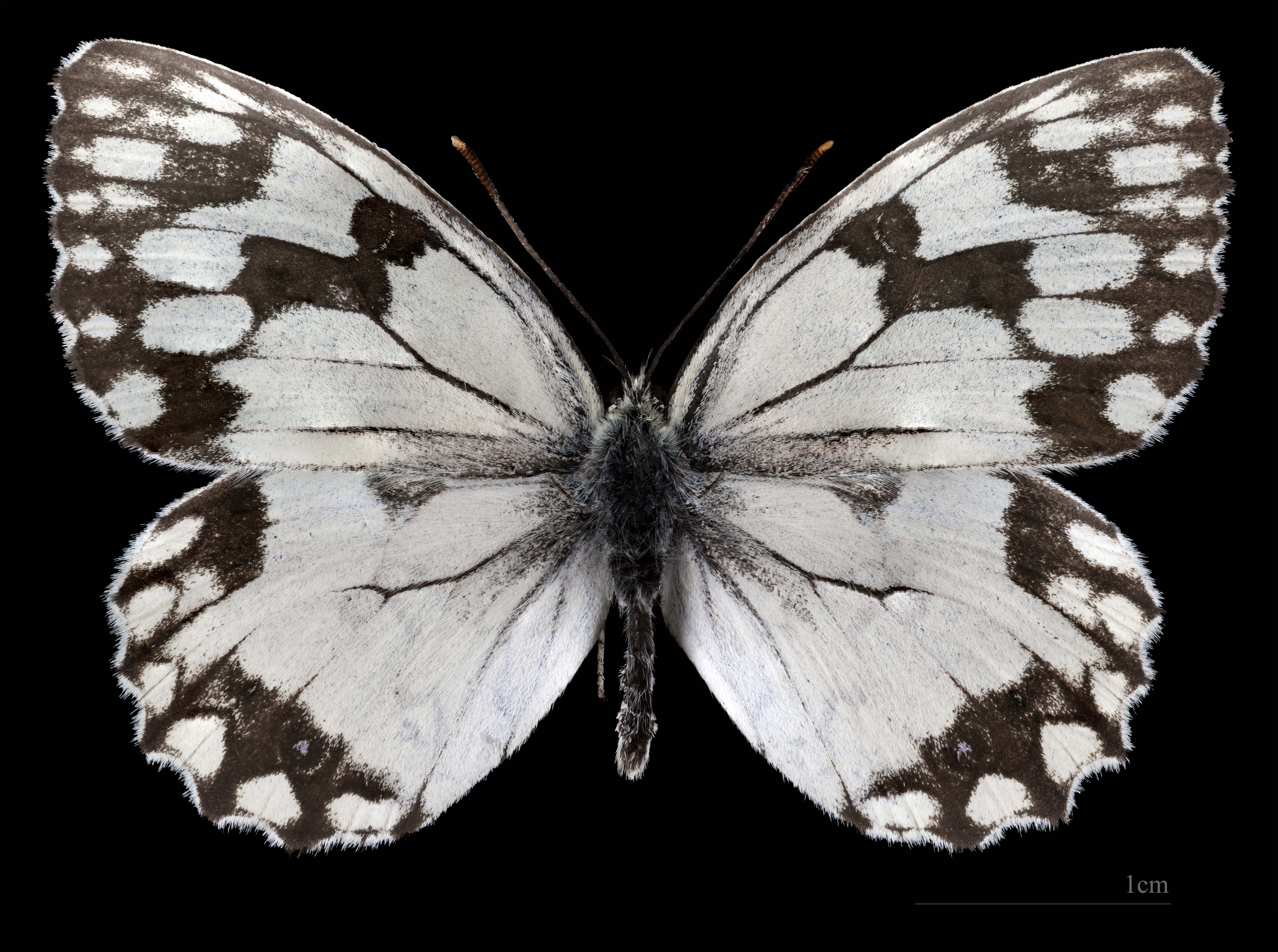
Melanargia lachesis  ♂
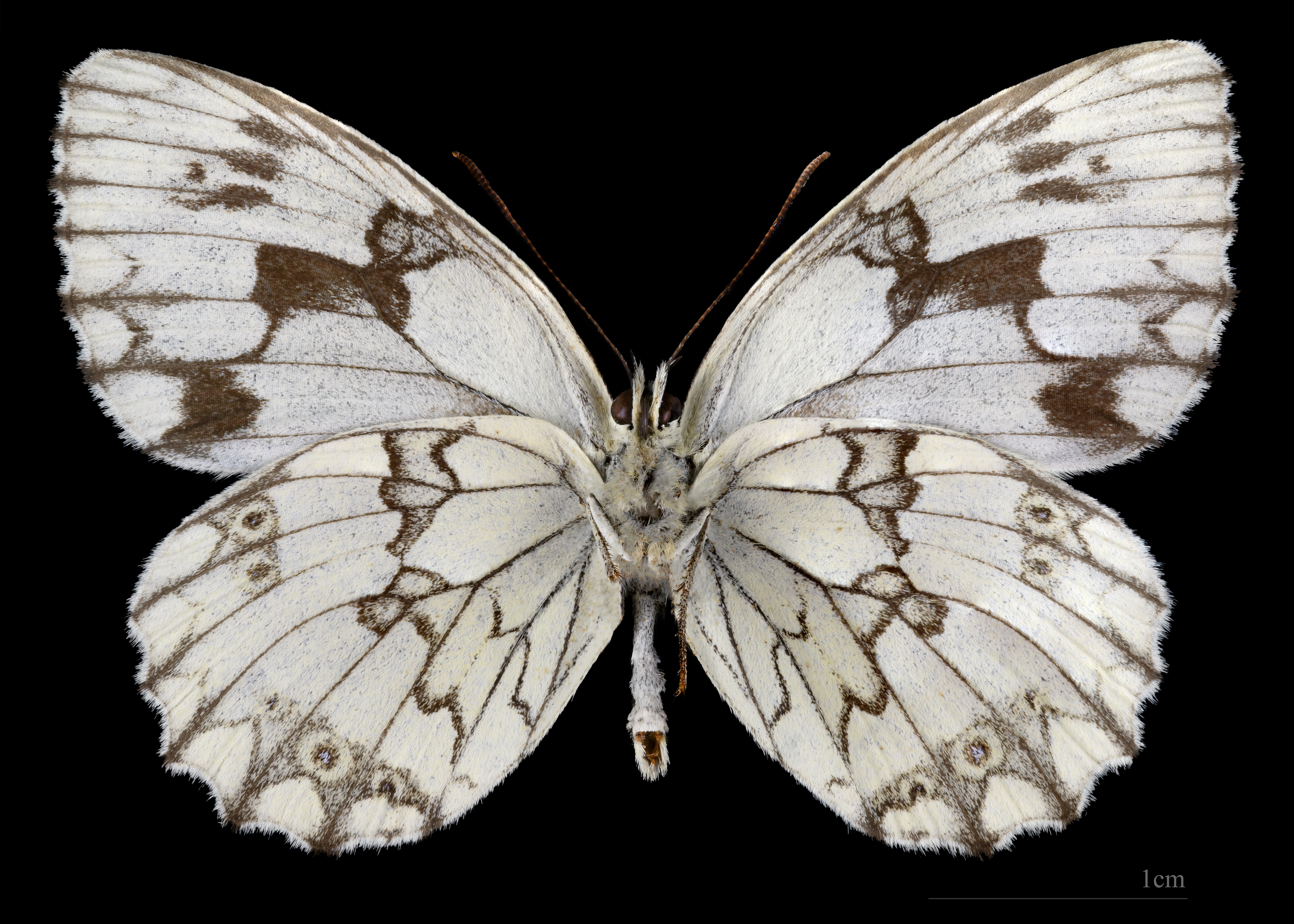
Melanargia lachesis ♂   △
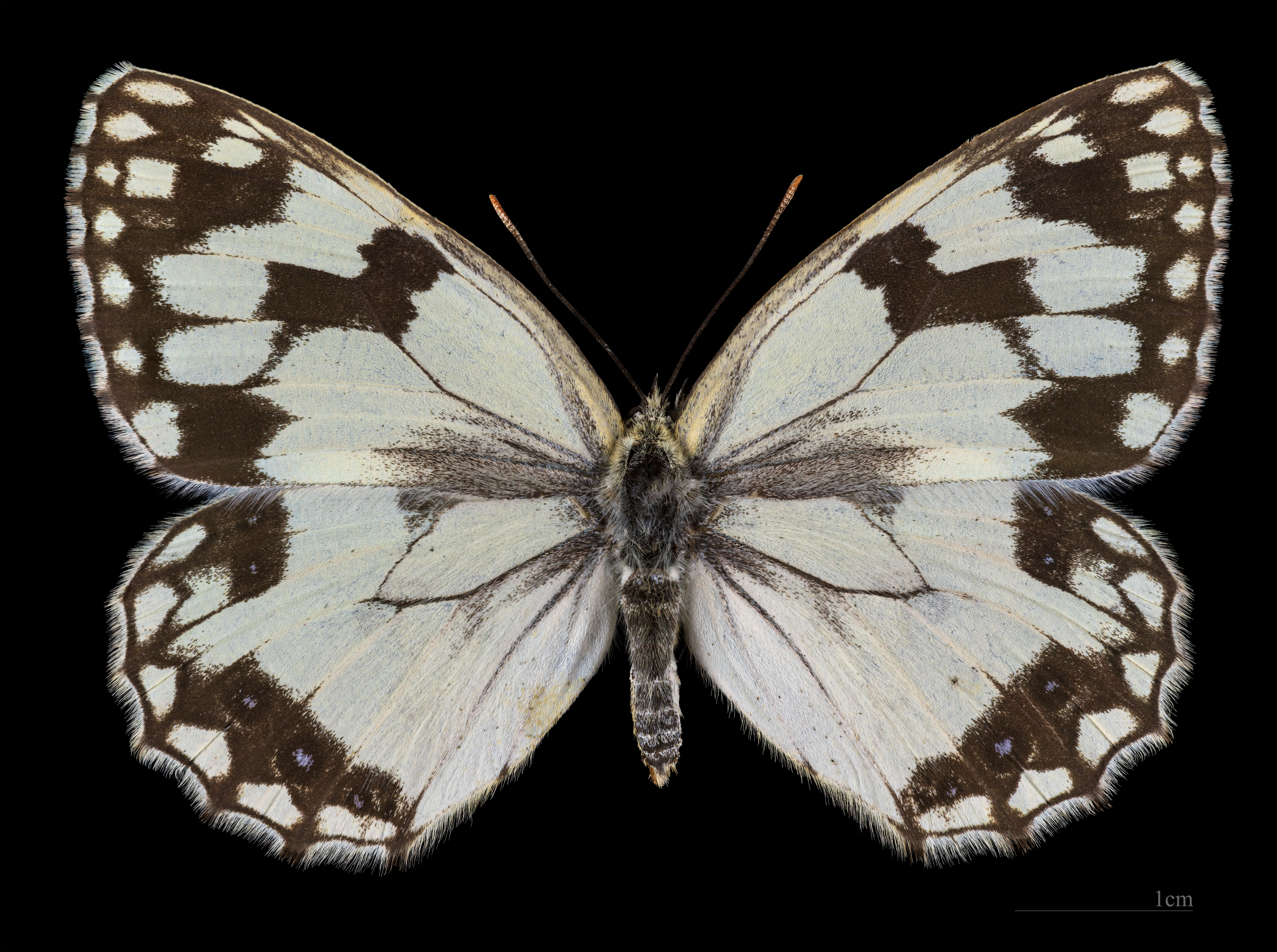
Melanargia lachesis  ♀
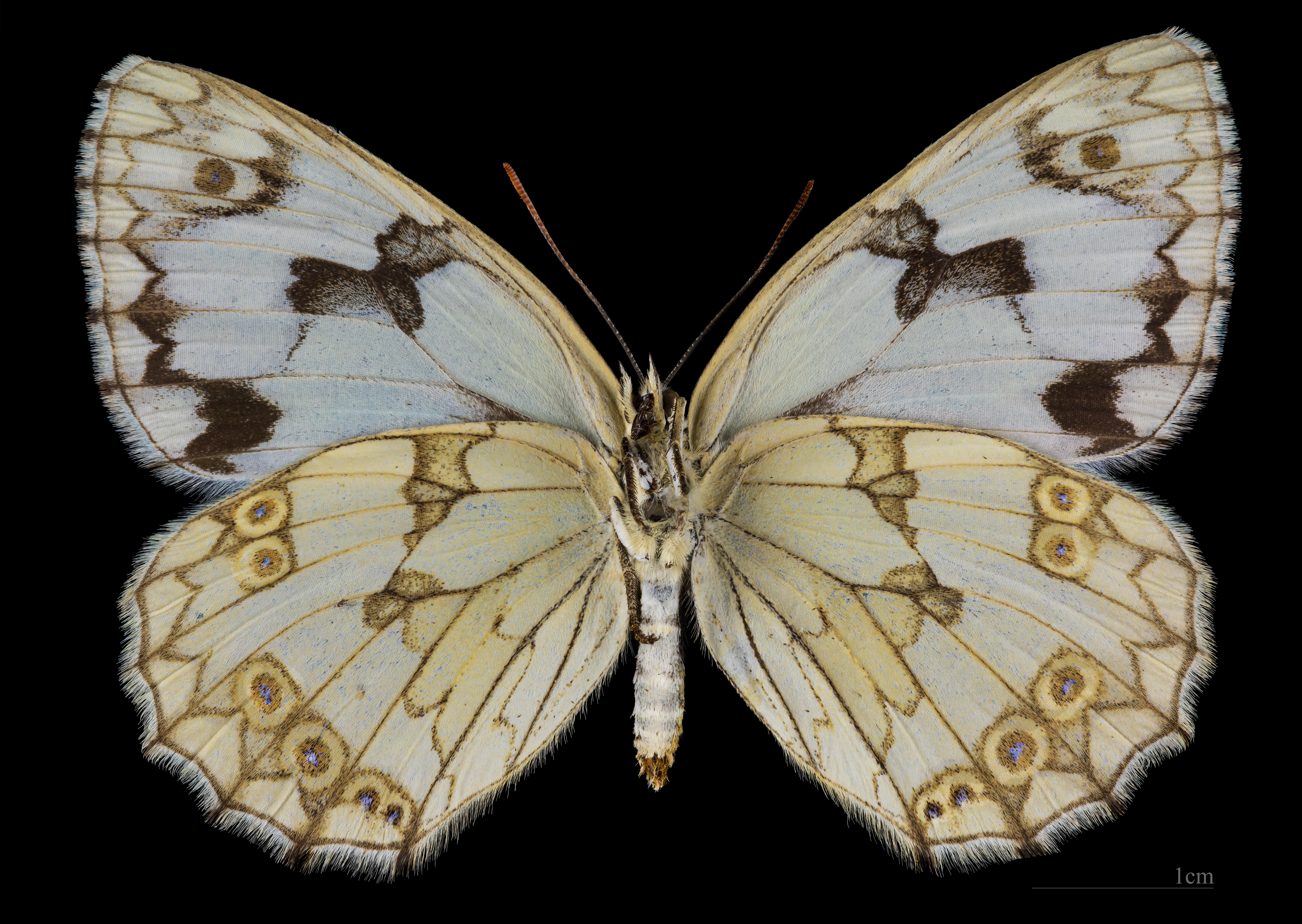
Melanargia lachesis ♀   △